# Sonny Chiba
Shinichi “Sonny” Chiba, ursprungligen Sadao Maeda, född 22 januari 1939 i Fukuoka, Kyushu, död 19 augusti 2021 i Kimitsu i Chiba prefektur, var en japansk skådespelare och kampsportare.
Efter studier vid bland annat Nippon Taiiku University bestämde sig Chiba för att bli skådespelare. Mest känd i Sverige är han troligen för sin medverkan i Kill Bill: Volume 1.

## Filmografi
- 1992 - Aces: Iron Eagle III
- 1995 - Codename: Silencer
- 2003 - Kill Bill: Volume 1
- 2004 - Kill Bill: Volume 2